# Hamm-Heessen
Hamm-Heessen ist ein Stadtbezirk der kreisfreien Stadt Hamm. Er besteht aus dem Stadtteil Heessen und dem östlichen Teil des ehemaligen Stadtbezirks Hamm-Norden.

## Geographie

### Lage
Heessen liegt in Westfalen, nördlich der Lippe und im südlichen Münsterland. Im Süden grenzt Heessen an Hamm-Uentrop und Hamm-Mitte, im Westen an Hamm-Bockum-Hövel. Im Norden schließt sich die Stadt Ahlen im Kreis Warendorf mit deren Stadtteil Dolberg an. Heessen und der benachbarte Stadtteil Bockum-Hövel sind die einzigen Gebiete Hamms, die, außer das jeweilige Gebiet des Hamm-Norden noch zur historischen und geografischen Region Münsterland gerechnet werden.

### Landschaftsbild
Mit über 800 Einwohnern/km² verfügt Heessen über eine vergleichsweise hohe Bevölkerungsdichte, die deutlich  über dem Landesdurchschnitt liegt. Sie ist sogar etwas höher als die der Gesamtstadt Hamm.
Das Gebiet Heessens liegt rund 80 Meter ü. NN; nach Süden zur Lippe fällt das Gelände leicht ab auf rund 60 Meter ü. NN. Grob lassen sich drei Räume unterscheiden:
1. Im Süden im Zuge der Lippe hat Heessen Anteil an den Lippewiesen, einer rund 500 Meter breiten und rund vier Kilometer langen Niederung, die fast ausschließlich aus Grünland besteht und keine größeren Siedlungen aufweist. Große Bereiche dieses Feuchtgebietes stehen unter Naturschutz. Ein Teil dieser Fläche wird als Flugplatz Hamm-Lippewiesen genutzt. Auch das Schloss Heessen liegt hier. Durch dieses Tal mäandert die Lippe, parallel südlich dieser verläuft der Datteln-Hamm-Kanal.
2. Die eigentliche Siedlung Heeßen liegt im Zentrum und Südwesten des Stadtteilgebietes und umfasst rund 5 km². Hier wohnt die Masse der Einwohner, woraus sich eine mittlere Einwohnerdichte von rund 4.500 Menschen/km² ergibt. Nach Südwesten geht die Bebauung Heessens beinahe übergangslos in die Bockum-Hövels und des Hammer Zentrums über.
Heessen verfügt zwar über ein der Größe der ehemaligen Stadt angemessenen umfängliches und auch recht weitläufiges wirtschaftliches Zentrum, mit Supermärkten, Warenhäusern, Gaststätten aber nur über einen recht überschaubaren wirklichen historischen Kern, der Alt-Heeßen genannt wird und aus mehreren Fachwerkhäusern besteht.
Das Stadtbild weist hier nur noch vereinzelt vorhandenen Alt-Höfe aus der Zeit, als auch dieser Kernraum noch ländlich strukturiert war, auf. Es überwiegen Gebäude, die Wohnraum auf kleiner Fläche bieten. Auffallend ist, dass Plattenbauviertel (wie im Zuge der Asternstraße) in räumlicher Nähe zu Vierteln mit einzelstehenden Einfamilienhäusern (wie im Bereich Dasbek) stehen. Insbesondere im älteren Kernbereich hat Heessen nicht das Aussehen einer münsterländischen Kleinstadt, sondern weist mit typischen Büdchen und ergrauten Mietskasernen eher das Flair einer Ruhrgebietsstadt auf. Bisweilen gibt es aber auch im dichtbesiedelten zentralen Bereich naturnahe Gebiete, z. B. den Kappenbusch.
3. Weite Teile des Nordens und auch Ostens des Stadtteils Heessen, landschaftlich ein Ausläufer der Lipper Höhen, sind kaum besiedelt und weisen neben großen landwirtschaftliche Flächen auch ausgedehnte Wälder auf, z. B. der 55 Hektar große Ostbusch im Nordwesten zwischen Dasbeck und der Münsterstraße oder das weitläufige Frielicker Holz im hohen Norden, dessen Waldfläche allein auf dem Gebiet Heessens rund 165 Hektar misst und sich aber über die Stadtgrenze weiter nach Norden ins Münsterland ausdehnt. Teile dieser Wälder stehen unter Naturschutz, wie der 35 Hektar große Heessener Wald, östlich der Waldbühne. Bei den landwirtschaftlichen Flächen handelt es sich im Gegensatz zu den Lippewiesen überwiegend um Ackerland. Der Bereich nördlich und westlich der geschlossenen Bebauung Heessens umfasst rund 13 km² und weist dabei lediglich knapp 400 Einwohner auf, was einer mittleren Einwohnerdichte von lediglich rund 30 Menschen/km² entspricht. Geschlossenen größere Dörfer sind hier kaum vorhanden (außer u. a. Westhusen, Frielick). Bei den Baugrundflächen handelt es sich um (ggf. ehemalige) Einzelhöfe, auch Reiterhöfe usw. Dieser landwirtschaftliche Norden und Osten Heessens unterscheidet sich in gewisser Weise nicht vom Münsterland, ist quasi ein idealtypischer Teil desselben.
Mit rund 150 Hektar nimmt der ehemalige Standortübungsplatz der Bundeswehr einen nicht unerheblicher Teil des ländlichen Nordens ein. Der Übungsplatz nebst Standortschießanlage gehörte zur Bundeswehrliegenschaft in Ahlen, liegt aber im Gegensatz zur unmittelbar angrenzenden eigentlichen Kaserne, komplett auf Heessener Gebiet.

## Geschichte
Heessen wurde zum ersten Mal im Jahre 975 urkundlich erwähnt und war dem Hochstift Münster zugehörig. Innerhalb des Hochstifts dem Amt Wolbeck zugeordnet, wurde es 1816 der Bürgermeisterei Ahlen im Kreis Beckum eingegliedert. Bereits seit 1903 wurden Probebohrungen nach Kohle vorgenommen, was 1911 zur Gründung der Zeche Sachsen führte. Mit dem Beginn der Teufarbeiten 1912 und der folgenden Kohleförderung 1914 auf der Zeche Sachsen stieg die Einwohnerzahl von damals circa 3.000 rasant an.
Nachdem Heessen bereits von 1858 bis 1864 ein eigenes Amt gebildet hatte, wurde es 1914 Sitz des Amtes Ahlen, dass daraufhin in Amt Heessen umbenannt wurde. Dieses Amt wurde 1921 in das Amt Ahlen, bestehend aus Altahlen, Dolberg und Neuahlen, sowie das Amt Heessen, bestehend aus der Gemeinde Heessen, aufgeteilt.
Am 3. Dezember 1917 stießen im Bahnhof Heessen ein Schnellzug und ein Zug, der Kriegsgefangene transportierte, zusammen. 32 Menschen starben, 87 wurden darüber hinaus verletzt.
Das Amt Heessen wurde 1934 aufgehoben. Heessen war seitdem eine amtsfreie Gemeinde. Das kleine bäuerlich geprägte Dorf entwickelte sich zu einer Industriegemeinde und erhielt am 28. April 1964 vom Land Nordrhein-Westfalen den Status einer Stadt im damaligen Landkreis Beckum verliehen. Diese wurde zum 1. Januar 1975 in die Stadt Hamm eingemeindet. In diesem Jahr hatte Heessen knapp 19.500 Einwohner auf 24,39 km². Bereits ein Jahr später wurde die Zeche Sachsen stillgelegt.

## Politik

### Wappen
Das Wappen wurde in Ermangelung eines historischen Wappens 1929 erstellt und der Gemeinde verliehen. Die Gemeinde und spätere Stadt Heessen führte es bis zu ihrer Auflösung am 1. Januar 1975. Seither wird es vom Stadtbezirk Heessen verwendet. Es zeigt im gespaltenen Schild vorn in Gold (Gelb) einen roten Balken, symbolisch für das Münsterland und die lange Zugehörigkeit zum Hochstift Münster. Das hintere Feld zeigt in Blau einen silbernen (weißen), mit drei roten Pfählen belegten Balken, und steht für die Familie von der Recke, die vom 15. Jahrhundert bis 1778 Schloss Heessen bewohnte.

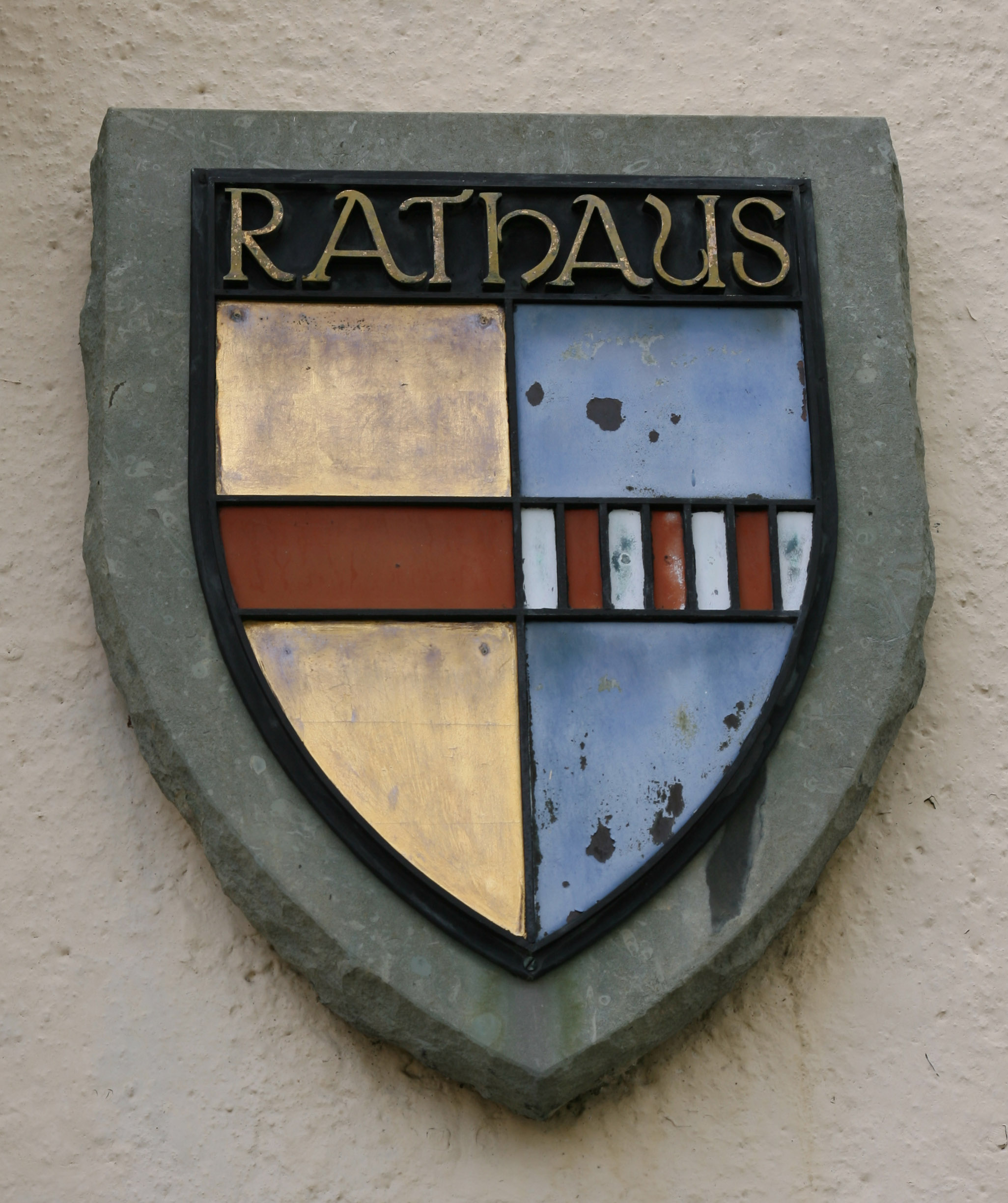
Das Wappen von Heessen am vormaligen Rathaus, dem heutigen Bezirks- und Bürgeramt
Wappen des Hochstifts Münster
Wappen der Familie von der Recke

## Sehenswürdigkeiten

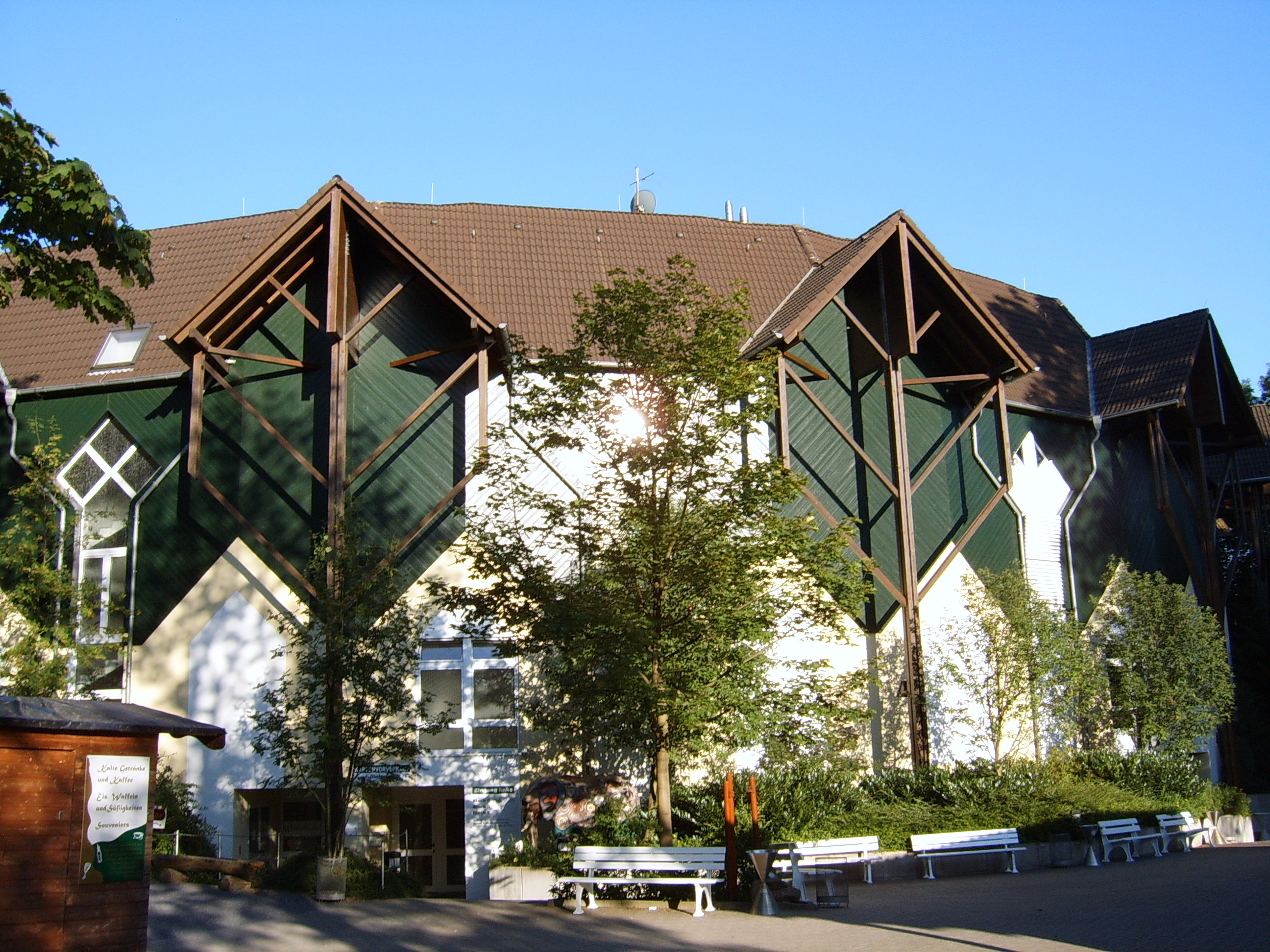
Frontansicht der Zuschauertribüne der Waldbühne Heessen

- Schloss Heessen, heute Privatschule mit Internat
- Schloss Oberwerries, Sitz des Westfälischen Turnerbundes
- Die denkmalgeschützte St.-Anna-Kapelle
- Die 1876 eingeweihte doppeltürmige kath. Kirche St. Stephanus

- Die Kirche St. Marien

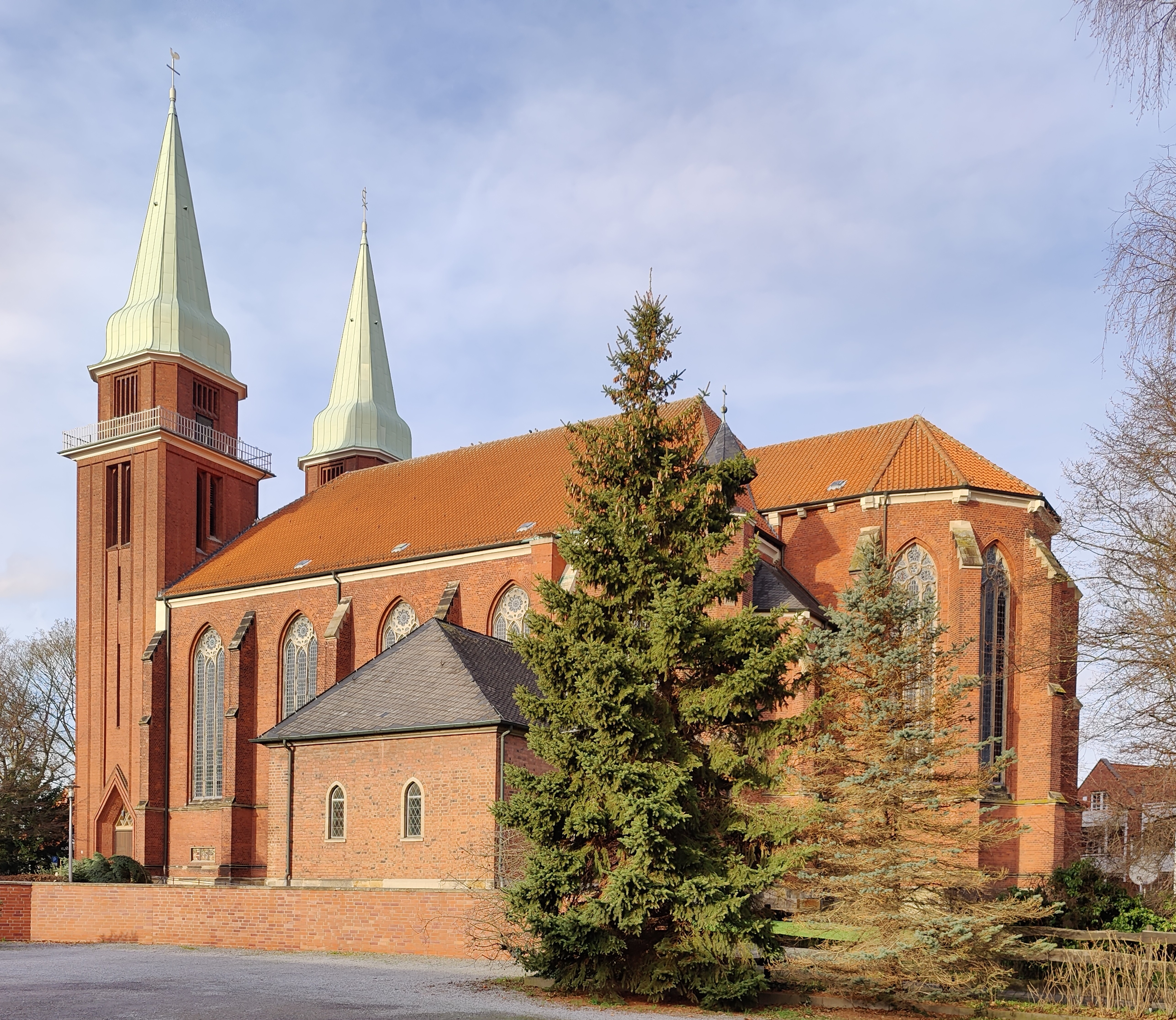
Katholische Kirche St. Stephanus

- Waldbühne Heessen, eine der größten Amateur-Freilichtbühnen Deutschlands
- dreigipfelige Halde Sachsen neben dem Zechengelände
- Ökozentrum NRW, auf dem Gelände und in den Gebäuden der Zeche Sachsen

## Wirtschaft
Große Arbeitgeber und Unternehmen im Stadtbezirk sind:
- St.-Barbara-Klinik

(mit den Fachabteilungen: Innere Medizin, Nephrologie und Dialyse, Pneumologie, Infektiologie und Schlaflabor, Allgemeinchirurgie, Unfallchirurgie, Handchirurgie, Neurochirurgie und Stereotaxie, Gynäkologie und Geburtshilfe, Anästhesie, HNO, Augenheilkunde)
- Seniorenheim St. Stephanus

## Öffentliche Einrichtungen
An Schulen finden sich im Stadtbezirk heute fünf Grundschulen, zwei Hauptschulen,  eine Realschule und ein Gymnasium (Privatschule Schloss Heessen) sowie eine Sonderschule.
- Begegnungsstätte Brokhof
- Bezirksbücherei Heessen der Stadtbüchereien Hamm
- Bildungsstätte der Stadt Hamm auf Schloss Oberwerries
- Freiwillige Feuerwehr Heessen
- Hallenbad Heessen
- Jugendzentrum Bockelweg
- Kommunales Förderzentrum für Erziehungshilfe
- Ökozentrum NRW
- Polizeidienststelle Heessen
- Sachsenhalle
- St.-Barbara-Klinik Heessen

## Verkehr
Heessen wird durch die Münsterstraße B 63 an das deutsche Fernstraßennetz angeschlossen. Die Hamm und Münster verbindende Bundesstraße 63 durchquert Heessen dabei an der Grenze zu Bockum-Hövel. Die nächste Autobahnanschlussstelle ist Hamm-Uentrop (19) an die A 2. Über einen Autobahnzubringer im Norden ist die A 1 zu erreichen. An das Wasserstraßennetz ist Heessen über den Stadthafen Hamm und den Kanalendhafen Uentrop indirekt angeschlossen. In den Lippewiesen befindet sich zudem noch der Flugplatz Hamm.

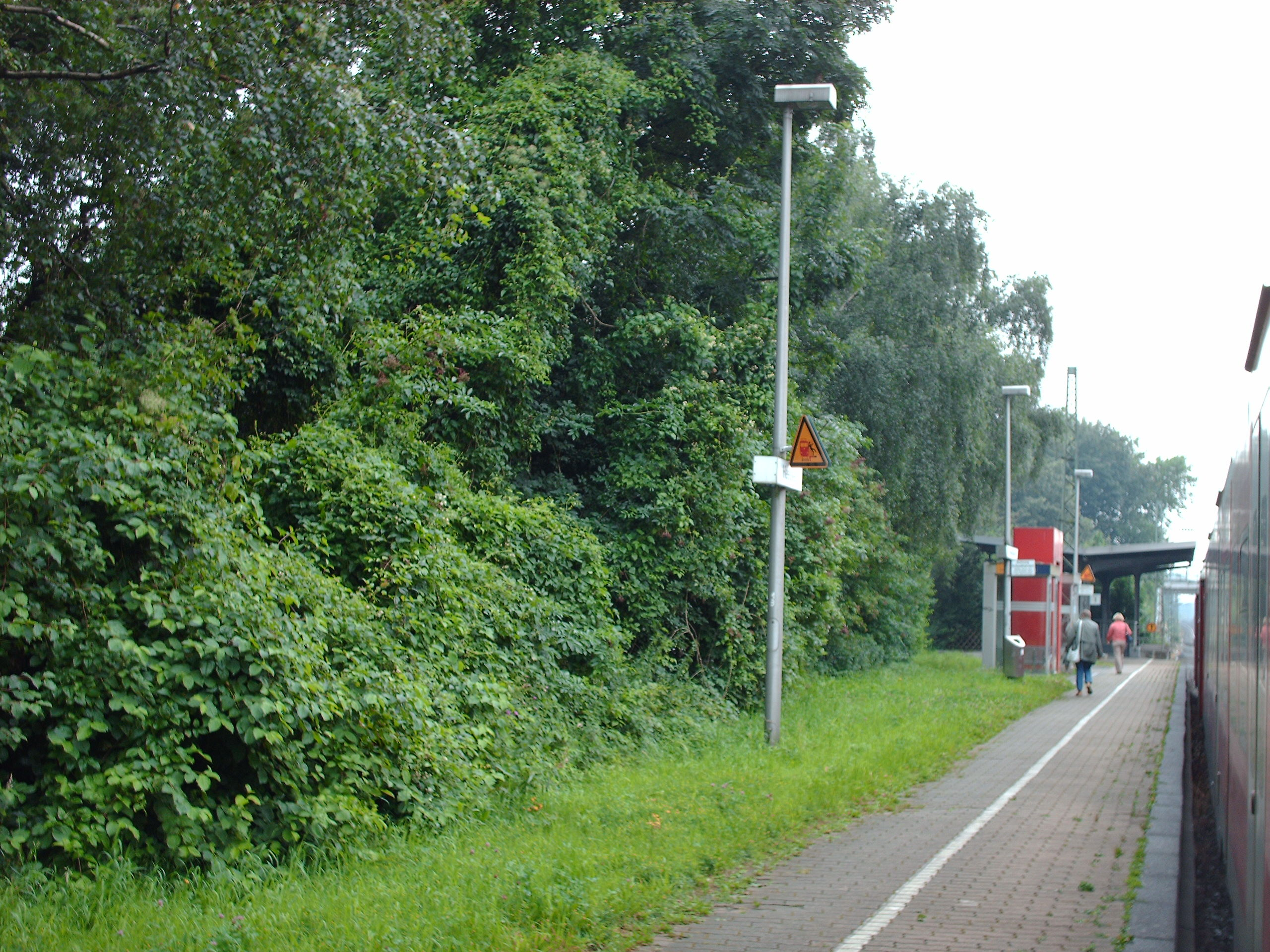
Haltepunkt Hamm-Heessen

Der Haltepunkt Hamm-Heessen liegt an der Bahnstrecke Hamm–Minden. Er wird jeweils im Stundentakt vom Regional-Express RE 6 „Rhein-Weser-Express“ und der Regionalbahn RB 69 „Ems-Börde-Bahn“ bedient, sodass insgesamt ein Halbstundentakt besteht. Die Linie RE 6 wird von National Express, die Linie RB 69 von der Eurobahn betrieben.
| Linie      | Verlauf | Takt   |
| ---------- | --- | ------ |
| RE 6 (RRX) | Rhein-Weser-Express: Köln/Bonn Flughafen – Köln Hbf – Dormagen – Neuss Hbf – Düsseldorf-Bilk – Düsseldorf Hbf – Düsseldorf Flughafen – Duisburg Hbf – Mülheim (Ruhr) Hbf – Essen Hbf – Wattenscheid – Bochum Hbf – Dortmund Hbf – Kamen – Hamm (Westf) Hbf – Heessen – Ahlen (Westf) – Beckum-Neubeckum – Oelde – Rheda-Wiedenbrück – Gütersloh Hbf – Bielefeld Hbf – Herford – Löhne (Westf) – Bad Oeynhausen – Porta Westfalica – Minden (Westf) Stand: Fahrplanwechsel Dezember 2023 | 60 min |
| RB 69      | Ems-Börde-Bahn (verkehrt zwischen Münster und Hamm zusammen mit der unter gleichem Namen fahrenden RB 89): Münster (Westf) Hbf – Münster-Hiltrup – Rinkerode – Drensteinfurt – Mersch (Westf) – Bockum-Hövel – Hamm (Westf) Hbf – Heessen – Ahlen (Westf) – Beckum-Neubeckum – Oelde – Rheda-Wiedenbrück – Gütersloh Hbf – Isselhorst-Avenwedde – Bielefeld-Brackwede – Bielefeld Hbf Stand: Fahrplanwechsel Dezember 2021                                                              | 60 min |

Im Jahre 2009 wurden über 600.000 Euro für die Sanierung des Bahnhofs bereitgestellt.

## Söhne und Töchter des Stadtbezirks
- Matthäus Tympius (1566–1616), deutscher Theologe, Pädagoge und Schriftsteller
- Heinrich Horstmann (1874–1945), deutscher Weltumradler und Autor
- Josef Veldtrup (1907–1987), Pädagoge und Dichter
- Walter Arendt (1925–2005), von 1964 bis 1969 Vorsitzender der IG Bergbau und Energie; von 1961 bis 1980 MdB (SPD); von 1969 bis 1976 Bundesminister für Arbeit und Sozialordnung
- Hans-Jürgen Sperlich (* 1948), Fußballspieler
- Christoph Wenzel (* 1979), Schriftsteller und Herausgeber
- Justus Moor (* 1987), Politiker (SPD)
- Dženis Burnić (* 1998), Fußballspieler